# Beril
Berilul este un mineral din clasa ciclosilicaților, alumosilicat de beriliu, cu formula chimică Be3Al2(SiO3)6. Structura sa cristalină este de tip hexagonal. Poate forma cristale foarte mici, dar și cristale de dimensiuni enorme, care se termină brusc,  cu fețe fin striate. Berilul pur este incolor, dar impuritățile conținute pot să-i confere un colorit verde, albastru, galben, roșu sau alb. 
Multe dintre varietăți au fost considerate încă din preistorie ca pietre prețioase. Varietățile cu cristale masive constituie principalul minereu de beriliu.

## Varietăți
În funcție de culoare (și deci de impuritățile conținute), se disting următoarele varietăți principale:
- goshenit  – incolor - alb
- morganit – roz până la portocaliu (conține litiu și cesiu)
- beril roșu – roșu (conține mangan)
- heliodor – galben (de la galben-pal până la auriu și chiar galben-verzui) (conține fier)
- smarald  - verde (datorită prezenței cromului)
- acvamarin – albastru până la verde (datorită prezenței fierului și titanului)

## Răspândire
Berilul este întâlnit de obicei în pegmatite granitice, dar (de exemplu) în Munții Urali se găsește și în șisturi de mică și deseori este asociat cu minereuri de staniu sau wolfram.
Unele dintre cele mai cunoscute locații de exploatare a varietăților de beril sunt Minas Gerais și Pici în Brazilia, Chivor, Coscuez și Muzo în Columbia, Antsirabé în Madagascar, Spitzkopje în Namibia, Iveland în Norvegia, Habachtal în Austria, Gilgit în Pakistan, Malyshevo, Murzinka și Adun Chilon în Rusia, Keystone  (Dakota de Sud) și Pala (California) în SUA. La Namivo, în Mozambic, au fost descoperite cristale cu o masă de până la 177 tone. În Carolina de Sud, SUA, a fost de asemenea găsit un cristal cu masa de aproximativ 18 tone.

## Galerie de imagini

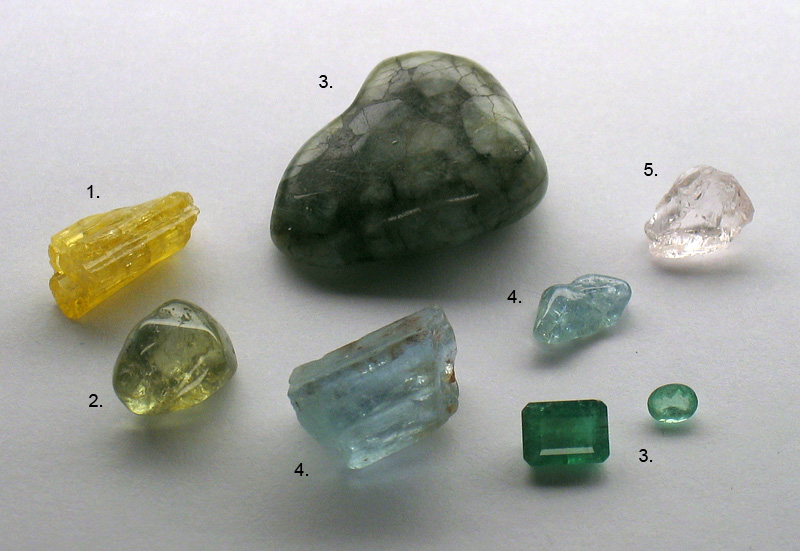
1: beril auriu, 2: heliodor, 3: smarald, 4: acvamarin, 5: morganit